# 소니 엔터테인먼트 네트워크
소니 엔터테인먼트 네트워크(Sony Entertainment Network, SEN 또는 3D World Created by Sony, 구 명칭: 소니 네트워크 엔터테인먼트, Sony Network Entertainment)는 소니가 운영하는 디지털 미디어 전달 서비스였다. SEN은 게임용 플레이스테이션 네트워크, 영화 및 TV용 비디오 언리미티드(Video Unlimited), 음악용 뮤직 언리미티드(Music Unlimited), 사진 및 비디오용 플레이메모리즈(PlayMemories)를 포함한 서비스에 대한 액세스를 제공했다. 2015년 1월 28일, 소니 엔터테인먼트 네트워크가 플레이스테이션 네트워크로 대체되었다.